# Minnie's Yoo Hoo (film)
Minnie's Yoo-Hoo è un cortometraggio d'animazione diretto da Walt Disney e realizzato per Il Club di Topolino nel 1930.
Il cortometraggio è stato presentato in anteprima mondiale il 5 febbraio 1930 e non è stato mai doppiato in italiano.

## Trama
Topolino canta la canzone "Minnie's Yoo-Hoo", invitando il pubblico a unirsi a lui.